# 76. Infanterie-Brigade (Deutsches Kaiserreich)
Die 76. Infanterie-Brigade war ein von 1897 bis 1915 bestehender Großverband der Preußischen Armee.

## Geschichte
Die Brigade wurde am 1. April 1897 in Erfurt aufgestellt. Ihr waren die Infanterie-Regimenter Nr. 152 und 153 unterstellt. Gemeinsam mit der 13. und 14. Infanterie- sowie der 7. Kavallerie-Brigade bildete sie die 7. Division des IV. Armee-Korps in Magdeburg.
Mit der Bildung der 38. Division in Erfurt trat die 76. Infanterie-Brigade zum 1. April 1899 unter deren Kommando. Die beiden Regimenter wurde zu diesem Zeitpunkt durch das 3. Thüringische Infanterie-Regiment Nr. 71 und das 6. Thüringische Infanterie-Regiment Nr. 95 ersetzt.

### Erster Weltkrieg
Zu Beginn des Ersten Weltkriegs marschierte die Brigade in das neutrale Belgien ein und nahm an der Eroberung der Festung Namur teil. Im Anschluss verlegte sie an die Ostfront und war hier zunächst in die Schlacht an den Masurischen Seen eingebunden. Daran schlossen sich Kämpfe bei Iwangorod, Kutno und Łódź an. Während der Schlacht an der Rawka-Bzura wurde das Brigadekommando Mitte Mai 1915 aufgelöst. Das 3. Thüringische Infanterie-Regiment Nr. 71 kam zur 205. Infanterie-Brigade, das 6. Thüringische Infanterie-Regiment Nr. 95 zur 83. Infanterie-Brigade.

## Kommandeure
| Dienstgrad                   | Name                                 | Datum                                                          |
| ---------------------------- | ------------------------------------ | -------------------------------------------------------------- |
| Generalmajor                 | Karl Hartog                          | 01. April 1897 bis 12. September 1899                          |
| Generalmajor                 | Alfred von Jeß                       | 16. August bis 12. September 1899 (zur Vertretung kommandiert) |
| Generalmajor                 | Alfred von Jeß                       | 16. August 1899 bis 6. Juli 1901                               |
| Würt. Oberst                 | Karl von Reinhardt                   | 07. Juli bis 13. November 1901 (mit der Führung beauftragt)    |
| Würt. Generalmajor           | Karl von Reinhardt                   | 14. November 1901 bis 21. März 1903                            |
| Generalmajor                 | Reinhold von Derschau                | 22. März 1903 bis 23. April 1904                               |
| Oberst                       | Hans von Frankenberg und Ludwigsdorf | 24. April bis 13. Juni 1904 (mit der Führung beauftragt)       |
| Generalmajor                 | Hans von Frankenberg und Ludwigsdorf | 14. Juni 1904 bis 10. September 1907                           |
| Generalmajor/Generalleutnant | Kurt von Lindenau                    | 01. Oktober 1907 bis 20. April 1911                            |
| Generalmajor                 | Walter von Heinemann                 | 21. April 1911 bis 26. Januar 1914                             |
| Generalmajor                 | Fritz von Versen                     | 27. Januar 1914 bis 23. Februar 1915                           |
| Oberst                       | Georg von Rode                       | 24. Februar bis 15. Mai 1915                                   |